# Castillo de El Poyo
El castillo de El Poyo fue un castillo situado cerca de la localidad de El Poyo del Cid en el municipio de Calamocha en el actual Cerro de San Esteban. Fue construido donde había un yacimiento del periodo romano, destruido en guerra con Castilla en tiempos de Jaime II a finales del siglo XIII. Fue reconstruido por la Comunidad de Daroca hacia 1404.

## Historia
Fue construido en el emplazamiento de un antiguo asentamiento del periodo romano. Según el Cantar de mio Cid, Rodrigo Díaz de Vivar acampó ahí. Actualmente conmemora el acontecimiento una estatua de Cid Campeador.
El 27 de marzo de 1281 el todavía infante Sancho de Castilla firmó un documento en Campillo (Soria) por el que se comprometía a entregar el castillo de El Poyo al rey de Aragón, entre otros ajustes fronterizos en el sur de Aragón y el oeste de Valencia:

Sepan quantos esta carta vyeren como yo Infante don Sancho fijo mayor e heredero del muy noble don Alfonso por la gracia de Dios Rey de Castilla, otorgo e prometo a vos don Pedro por la gracia de Dios Rey de Aragón que dare e entregare a vos o a quien vos querades sin ningún alongamiento, los castiellos del Poyo e del Ferrejón con terminos e derechos e sus pertinençiias e demas desto que vos dare e vos entregare todo el termino de Pozuelo que tovyeren omes vezinos daquellos lugares...

Este castillo del Poyo no es identificado con seguridad y Carlos Ayala Martínez opina que no debía de corresponder a ningún castillo del Reino de Valencia.
Este acuerdo también se refleja en un texto en latín del Liber patrimonii Regii Valentiae, donde aparece el castra del Pueyo que el rey de Castilla Sancho IV cedió o devolvió al rey Pedro III el Grande en el Tratado de Campillo de 1281, junto con Ferrellón, Pozuel, y el Valle de Ayora:

In armario Valentiae a rivo Uxonis usque ad rivum Xucaris, ets cartha facta 28 marii Era 1319, cum qua infans Sancius, primogenitus Alfonsi regis Castellae, promittit restituere Petro, regi Aragonum, castra del Pueyo, et de Ferreron et terminum de Poçuel, et quod intra tres septimanas restituet regi vallem de Ayora et eius castra, quae sunt castrum et villa de Ayora, Palaciuelos, Teresa, Xarafull, Sarra, Xalonti et de Confluentes.

El castillo del Pueyo fue destruido durante una guerra contra Castilla en tiempos del rey Jaime II. La destrucción fue tan grande que en el rey perdonó el pago de la peita (impuesto comuntario) de 1297 a los habitantes del Pueyo.
Fue reconstruido por la Comunidad de Daroca hacia 1404. Actualmente no quedan más que los restos de un torreón medieval.